# Alex Palmieri

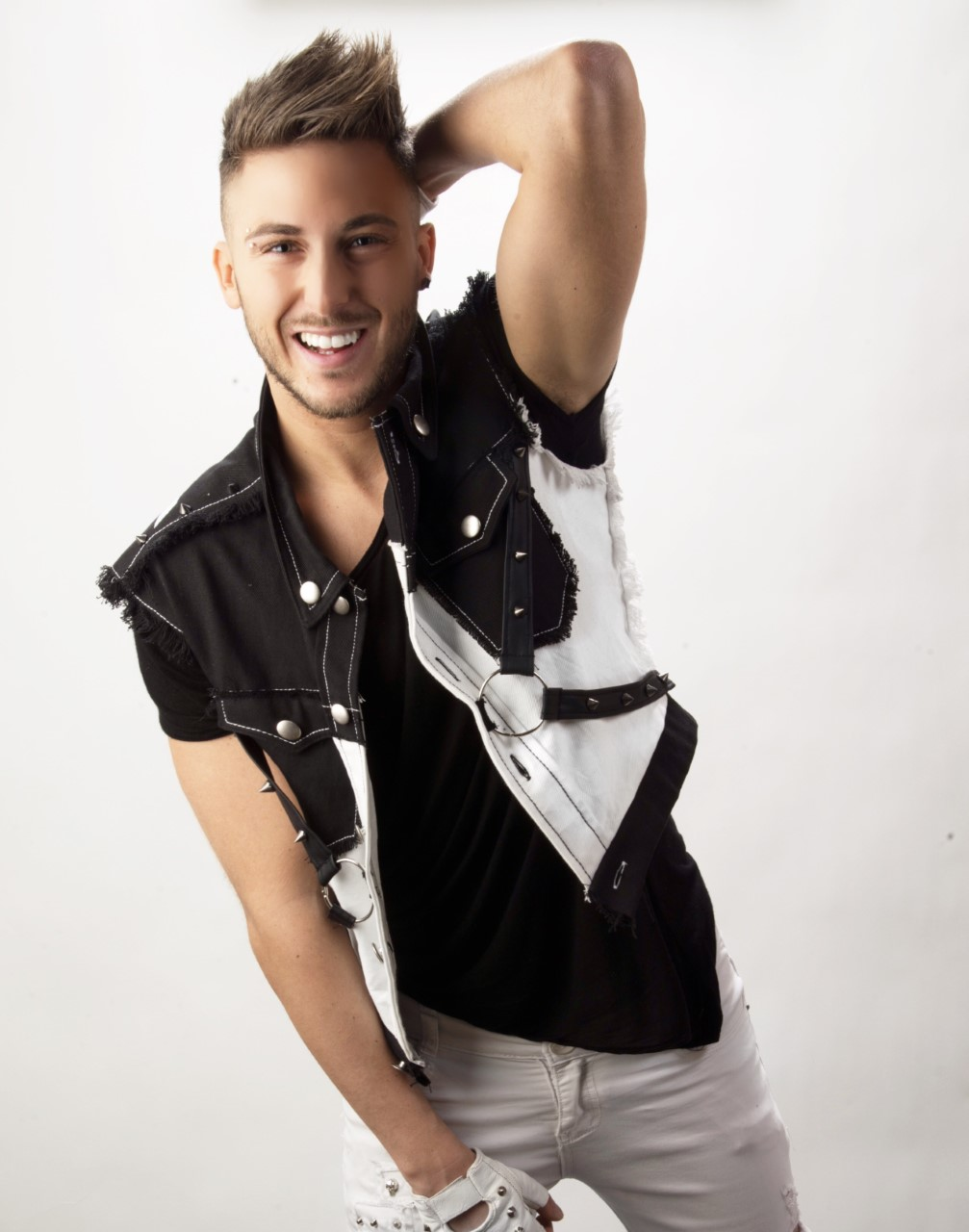
Alex Palmieri 2015

Alex Palmieri (* 12. Januar 1991 in Mailand als Alessandro Palmieri) ist ein italienischer Popsänger und LGBT-Aktivist.

## Werdegang
Der gelernte Tänzer präsentierte sich erstmals 2010 in der Fernsehshow Pomeriggio Cinque bei Barbara D’Urso auf Canale 5 dem italienischen Fernsehpublikum. Seine erste Single Move veröffentlichte er 2011, das gleichnamige Album erschien noch im selben Jahr in Eigenproduktion. Palmieri trat in einer Reihe von Diskotheken auf und schaffte es vor allem im Internet zu großer Popularität. Außerdem nahm er an der Realityshow Social King auf Rai 2 teil. Für die Single Popstar arbeitete Palmieri erstmals mit dem schwedischen DJ Tim Bergholm zusammen.
Nach weiteren Singleveröffentlichungen und Liveauftritten in italienischen Klubs veröffentlichte Palmieri Ende 2012 die Single Monster Boy, produziert von Jandy Andrey Prudnikow, und trat 2013 bei der Gay Pride in Mailand auf. Im Herbst des Jahres unterschrieb er seinen ersten Plattenvertrag mit Believe Digital und ließ das Album Back Alive folgen, koproduziert von Bergholm und Prudnikow. Die erste Single daraus war Wasted. In weiterer Folge tourte Palmieri weiter durch Italien und war häufig Gast bei Pride-Veranstaltungen, während eine Reihe weiterer Singles mit zugehörigen Musikvideos erschien.
Im November 2014 veröffentlichte er die erste Single des neuen Albums, Maniac, die auch seinen Vevo-Kanal einleitete, und trat 2015 unter anderem (neben bspw. Ivana Spagna) bei der Verona Pride auf. Im November kam das nächste Album Uncensored heraus, dem die weitere Single Nicholas’ Got a Secret voranging. Am Album war neben Palmieri und Prudnikow auch Songwriter Luca Sala beteiligt. Die folgende Tournee führte den Sänger nun auch aus seinem Heimatland hinaus, etwa zur Regenbogenparade in Wien, zum CSD München, zur Warsaw Pride oder zur Copenaghen Pride. Im September 2016 nahm er an der Datingshow Uomini e Donne von Maria De Filippi auf Canale 5 teil.
Mit der neuen Single Online begann Palmieri Ende 2016 die Arbeit an seinem neuen Album. Nach einer ersten Promo-Tour durch Italien ab 2017 folgten eine Reihe von Pride-Auftritten in Deutschland, Budapest und London. Im Oktober 2017 erschien als nächste Single But Nobody Knows, in diesem Zusammenhang wurde das neue Album für Anfang 2018 angekündigt. Nach einer Crowdfunding-Kampagne erschien im Januar 2018 schließlich Reset, wieder bei Believe Digital.

## Diskografie
Alben
- Move (2011)
- Back Alive (2013, Believe Digital)
- Uncensored (2015, Believe Digital)
- Reset (2018, Believe Digital)

 Singles
- Move (2011)
- Popstar (2011)
- Touch Me (2012)
- Monster Boy (2012)
- Wasted (2013)
- Lovekiller (2014)
- Maniac (2014)
- Lovekiller (2015)
- Nicholas’ Got a Secret (2015)
- Single (2015)
- Save Me (2015)
- Online (2016)
- But Nobody Knows (2017)
- Time Resetted (2018)

## Belege
1. ↑  Alex Palmieri (Cantante pop) - Età, compleanno, biografia, fatti, famiglia, patrimonio netto, altezza e altro. Abgerufen am 24. Februar 2022 (italienisch).
2. ↑  Claudio Burdi: Tutti protagonisti con Alex Palmieri. In: Corriere.it. RCS MediaGroup, 15. November 2011, abgerufen am 9. Juli 2016 (italienisch).
3. ↑  Alberto Graziola: Alex Palmieri intervistato su Queerblog: dal Maniac Tour… alle nozze gay. In: QueerBlog.it. Blogo.it, 2. März 2015, abgerufen am 9. Juli 2016 (italienisch).
4. ↑  Gabriele Lazzaro: Alex Palmieri, una popstar senza santi in paradiso. In: Il Giornale OFF. Società Europea di Edizioni, 12. Februar 2014, archiviert vom Original am 9. Juli 2016; abgerufen am 13. März 2024 (italienisch).
5. ↑  Il Verona Pride aspetta in città seimila persone. In: L’Arena.it. Società Athesis, 3. Mai 2015, archiviert vom Original am 29. September 2016; abgerufen am 13. März 2024 (italienisch).
6. ↑  Internationales Programm im Regenbogenpark. (PDF) In: Lambda Nachrichten. HOSI Wien, S. 14–15, archiviert vom Original (nicht mehr online verfügbar) am 9. Juli 2016; abgerufen am 9. Juli 2016.  Info: Der Archivlink wurde automatisch eingesetzt und noch nicht geprüft. Bitte prüfe Original- und Archivlink gemäß Anleitung und entferne dann diesen Hinweis.
7. ↑  Alex Palmieri. CSD München, archiviert vom Original (nicht mehr online verfügbar) am 9. Juli 2016; abgerufen am 9. Juli 2016.  Info: Der Archivlink wurde automatisch eingesetzt und noch nicht geprüft. Bitte prüfe Original- und Archivlink gemäß Anleitung und entferne dann diesen Hinweis.
8. ↑  Mensile VIP Party. Alex Palmieri, Juni 2016, archiviert vom Original am 9. Juli 2016; abgerufen am 13. März 2024 (italienisch).
9. ↑  Denis Bocca: Trono Gay Uomini e Donne: chi è Alex Palmieri? In: LaNostraTV.it. 6. September 2016, abgerufen am 29. September 2016 (italienisch).
10. ↑  Alex Palmieri torna live in Europa in attesa del nuovo disco. Ecco le date in anteprima. In: AllmusicItalia.it. 9. Juni 2017, abgerufen am 7. August 2017 (italienisch).
11. ↑  Reya El-Salahi: Talking Pride with Italian pop star Alex Palmieri. London Live, 8. Juli 2017, archiviert vom Original am 7. August 2017; abgerufen am 13. März 2024 (englisch).
12. ↑  Musica: in video ‘But nobody Knows’ di Palmieri, l’album a gennaio. In: Adnkronos. 16. November 2017, abgerufen am 16. Februar 2018.
13. ↑  Alex Palmieri pubblica Reset: “Grazie ai miei fan lancio il mio secondo album”. In: Spettacolinews.it. 15. Dezember 2017, archiviert vom Original (nicht mehr online verfügbar) am 26. Januar 2018; abgerufen am 16. Februar 2018.  Info: Der Archivlink wurde automatisch eingesetzt und noch nicht geprüft. Bitte prüfe Original- und Archivlink gemäß Anleitung und entferne dann diesen Hinweis.

| Personendaten    | Personendaten                             |
| ---------------- | ----------------------------------------- |
| NAME             | Palmieri, Alex                            |
| ALTERNATIVNAMEN  | Palmieri, Alessandro                      |
| KURZBESCHREIBUNG | italienischer Popsänger und LGBT-Aktivist |
| GEBURTSDATUM     | 12. Januar 1991                           |
| GEBURTSORT       | Mailand                                   |